# Angina pectoris
Angina pectoris (også kendt som hjertekramper, brystsmerter, iskæmiske brystsmerter, angina) er betegnelsen for et smertende ubehag i brystet udløst af iltmangel (iskæmi) i hjertet. Smerten beskrives oftest som knugende eller trykkende og befinder sig lige bag ved brystbenet (sternum) og kan eventuelt stråle ud i venstre arm og nakke, samt om i ryggen mellem skulderbladene. 
Angina pectoris skyldes, at der ikke kommer blod med ilt nok til hjertemusklen. Den manglende blodforsyning skyldes oftest forsnævringer af kranspulsårerne f.eks. på grund af åreforkalkning. En sådan forsnævring kan udvikle sig til en egentlig blodprop (akut myokardieinfarkt) og skal derfor altid behandles af en læge.
Man skelner mellem stabil og ustabil angina pectoris afhængigt af, om smerterne kommer uprovokerede (ustabil) eller ved bestemte udløsende faktorer (stabil) som fysisk anstrengelse, vrede eller kulde.

## Behandling
Den akutte behandling under anfald består i nitroglycerin som tablet eller  spray, der gives under tungen (sublingualt) og eventuelt ilt og morfin som smertelindring.
Herefter begynder en behandling, der skal forebygge nye anfald og komplikationer. Behandlingen består i:
- Hjertemagnyl (acetylsalicylsyre) 75 mg én gang dagligt
- Blodtrykssænkende behandling enten med beta-blokkere (fx atenolol) eller calciumantagonister (fx verapamil)
- Langtidsvirkende nitrater (fx Isodur eller Cardopax)

Herudover skal patienten tale med sin læge om risikofaktorer og livsstil.
Ved svær ustabil angina pectoris kan man vælge en kirurgisk løsning.  
- enten en udvidelse af kranspulsårene som en ballonudvidelse
- eller en by-pass, hvor den forsnævrede åre udskiftes med en anden åre, som kan tages fra benet.